# Finnische Leichtathletik-Meisterschaften 1919
Die Finnischen Leichtathletik-Meisterschaften 1919, auch Kaleva-Spiele 1919 genannt (finnisch Kalevan kisat 1919), fanden am 16. und 17. August 1919 im Stadion Turun urheilupuisto in Turku statt. Die Meisterschaft im Zehnkampf fand am 5. und 6. Juli in Helsinki statt, die Meisterschaft im 25.000-Meter-Lauf am 6. Juli ebenfalls in Helsinki.
Daneben fanden 1919 weitere Meisterschaften in leichtathletischen Disziplinen statt:
- 16. März: Finnische Standsprung-Meisterschaften in Viipuri
- 18. Mai: Finnische Querfeldeinlauf-Meisterschaften in Tampere[1]
- 5. und 6. Juli: Finnische Staffellauf-Meisterschaften und Leichtathletik-Meisterschaften der Frauen in Helsinki

## Leichtathletik-Meisterschaften der Herren

### Ergebnisse
| Disziplin                   | Gold               | Gold        | Silber             | Silber      | Bronze             | Bronze      |
| --------------------------- | ------------------ | ----------- | ------------------ | ----------- | ------------------ | ----------- |
| 100 m                       | Erik Wilén         | 11,0 s      | Waldemar Wickholm  | 11,1 s      | Niilo Nurminen     | 11,2 s      |
| 200 m                       | Erik Wilén         | 23,3 s      | Waldemar Wickholm  | 23,4 s      | Rafael Nyström     | 23,9 s      |
| 400 m                       | Erik Wilén         | 50,9 s      | Waldemar Wickholm  | 51,7 s      | Axel Kuffschinoff  | 51,8 s      |
| 800 m                       | Axel Kuffschinoff  | 1:59,9 min  | Gösta Malmqvist    | 2:02,3 min  | Nestori Järvelä    | 2:06,6 min  |
| 1500 m                      | Gösta Malmqvist    | 4:08,0 min  | Nestori Järvelä    | 4:12,4 min  | Fredrik Tuulos     | 4:13,2 min  |
| 5000 m                      | Teodor Koskenniemi | 15:29,3 min | Heikki Liimatainen | 15:38,9 min | Eino Rastas        | 16:07,8 min |
| 10.000 m                    | Heikki Liimatainen | 32:35,5 min | Eino Rastas        | 33:44,3 min | Paavo Nurmi        | 33:56,4 min |
| 25.000 m                    | Tatu Kolehmainen   | 1:31:01,9 h | Aarne Kallberg     | 1:35:08,9 h |                    |             |
| 110 m Hürden                | Waldemar Wickholm  | 16,2 s      | Paavo Johansson    | 16,3 s      | Olof von Troil     | 16,7 s      |
| 400 m Hürden                | Erik Wilén         | 58,0 s      | Waldemar Wickholm  | 58,1 s      | Bengt Bengström    | 59,7 s      |
| Hochsprung                  | Hubert Gädda       | 1,75 m      | Oiva Linturi       | 1,75 m      | Una Gerasimovitsch | 1,70 m      |
| Stabhochsprung              | Armas Rauhamaa     | 3,55 m      | Yrjö Helander      | 3,55 m      | Jussi Ruoho        | 3,45 m      |
| Weitsprung                  | Ossian Nylund      | 6,71 m      | Vilho Tuulos       | 6,56 m      | Waldemar Wickholm  | 6,39 m      |
| Dreisprung                  | Vilho Tuulos       | 14,85 m     | Ossian Nylund      | 13,75 m     | Väinö Rainio       | 13,73 m     |
| Kugelstoßen                 | Armas Taipale      | 13,35 m     | Kalle Hongisto     | 12,53 m     | Oiva Linturi       | 12,48 m     |
| Kugelstoßen kombiniert (1)  | Armas Taipale      | 24,69 m     | Oiva Linturi       | 23,78 m     | Paavo Johansson    | 23,39 m     |
| Diskuswerfen                | Armas Taipale      | 42,98 m     | Vilho Niittymaa    | 37,58 m     | Ranne Roni         | 36,48 m     |
| Diskuswerfen kombiniert (1) | Armas Taipale      | 82,05 m     | Vilho Niittymaa    | 70,89 m     | Ranne Roni         | 68,05 m     |
| Hammerwerfen                | Erik Eriksson      | 41,62 m     | Johan Pettersson   | 40,13 m     | Vilho Niittymaa    | 37,13 m     |
| Speerwerfen                 | Paavo Johansson    | 61,38 m     | Urho Peltonen      | 60,18 m     | Julius Saaristo    | 59,04 m     |
| Speerwerfen kombiniert (1)  | Julius Saaristo    | 111,46 m    | Urho Peltonen      | 109,11 m    | Paavo Johansson    | 106,80 m    |
| Gewichtwerfen               | Johan Pettersson   | 9,77 m      | Erik Eriksson      | 9,71 m      | Arne Thurman       | 9,47 m      |
| Fünfkampf                   | Hugo Lahtinen      | 13          | Vilho Tuulos       | 16          | Hjalmar Stenström  | 17          |
| Zehnkampf                   | Paavo Johansson    |             | Artturi Niemi      |             |                    |             |

### Mannschaftswertung
|    | Mannschaft            | Punkte |
| -- | --------------------- | ------ |
| 1. | Helsingfors IFK       | 91     |
| 2. | Helsingin Kisa-Veikot | 55     |
| 3. | Tampereen Pyrintö     | 44     |

## Leichtathletik-Meisterschaft der Damen
| Disziplin | Gold          | Gold   | Silber        | Silber | Bronze       | Bronze |
| --------- | ------------- | ------ | ------------- | ------ | ------------ | ------ |
| 100 m     | Olga Virtanen | 14,6 s | Lyyli Porthán | 15,0 s | Vilma Vainio | 15,0   |

## Standsprung-Meisterschaften
Nur vier Athleten nahmen an den Entscheidungen teil.
| Disziplin        | Gold            | Gold    | Silber        | Silber  | Bronze        | Bronze |
| ---------------- | --------------- | ------- | ------------- | ------- | ------------- | ------ |
| Hochsprung/Stand | Pekka Johansson | 1,475 m | Artturi Niemi | 1,375 m | V. Ruutiainen | 1,20 m |
| Weitsprung/Stand | Pekka Johansson | 3,18 m  | Artturi Niemi | 2,97 m  | E. Repo       | 2,52 m |
| Dreisprung/Stand | Pekka Johansson | 9,44 m  | Artturi Niemi | 9,21 m  | V. Ruutiainen | 7,17 m |

## Querfeldeinlauf-Meisterschaften
| Disziplin | Gold             | Gold      | Silber | Bronze |
| --------- | ---------------- | --------- | ------ | ------ |
| Einzel    | Hannes Miettinen | 35:09 min |        |        |